# NGC 2195
NGC 2195 — астеризм в созвездии Орион.
Этот объект входит в число перечисленных в оригинальной редакции «Нового общего каталога».
NGC 2195 включает в себя четыре звезды. Координаты, указанные при открытии объекта, от настоящего его расположения отличаются на 3', но при открытии астеризма была отмечена звезда 10 величины в 31" к северу, которая помогает точно идентифицировать объект. В Пересмотренном Новом общем каталоге под обозначением NGC 2195 указан другой объект.